# Tain

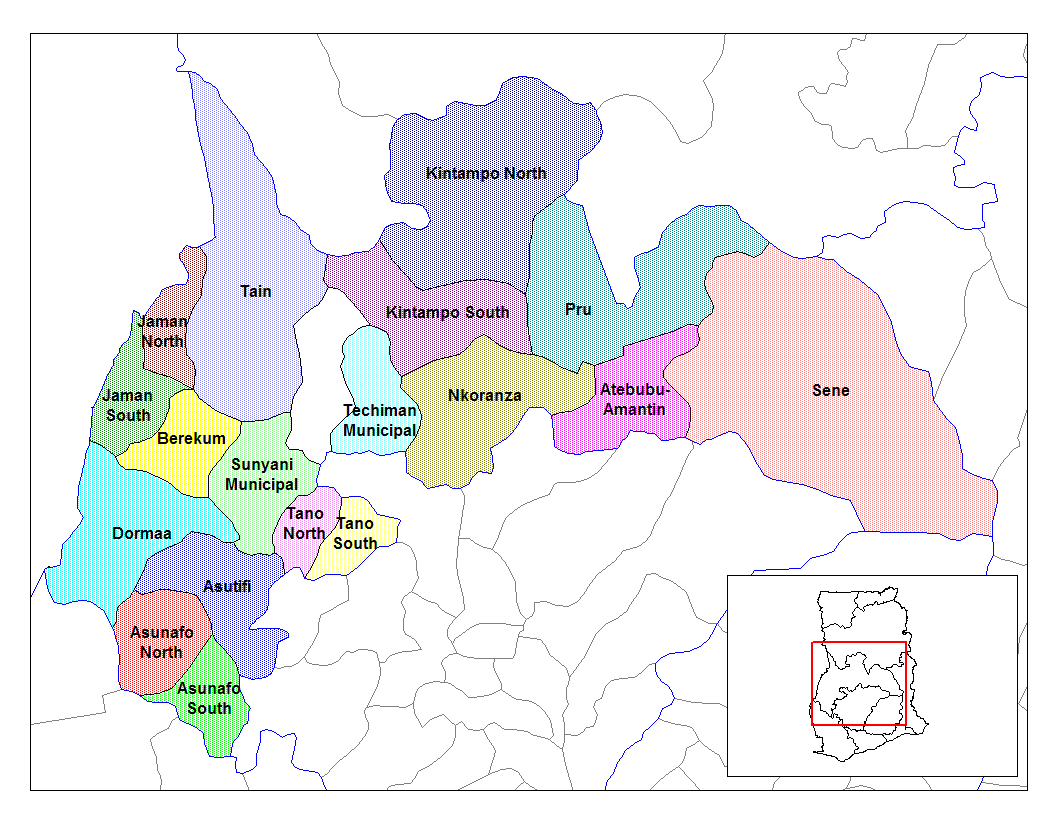
Mapa da região Brong-Ahafo; Tain encontra-se no noroeste, de cor violeta clara

Tain é um distrito do noroeste da região Brong-Ahafo, no Gana. Faz fronteira com a vizinha Costa do Marfim.